# هوهنشتاین (اشتراوسبرگ)
هوهنشتاین (به آلمانی: Hohenstein) یک منطقهٔ مسکونی در آلمان است که در اشتراوسبرگ واقع شده‌است. هوهنشتاین ۲۳۳ نفر جمعیت دارد.